# Yandangshan
Der Yandangshan (chinesisch 雁蕩山 / 雁荡山, Pinyin Yàndàng Shān), oder Yandang-Gebirge, chinesisch oft abgekürzt Yanshan (雁山), ist ein Bergmassiv in der chinesischen Küstenprovinz Zhejiang. Es ist Bestandteil des 294,6 km² großen Yandangshan-Nationalparks.

## Beschreibung
Der Yandangshan liegt überwiegend im Nordosten der kreisfreien Stadt Yueqing der bezirksfreien Stadt Wenzhou im Südosten Zhejiangs. Ausläufer erstrecken sich in die nordwestlich davon gelegene kreisfreie Stadt Wenling und den östlich gelegenen Kreis Yongjia. Das Kerngebiet des Gebirges umfasst etwa 295 km² und kann in einen östlichen, einen mittleren und einen westlichen Teil unterteilt werden. Im mittleren Teil liegen die Hauptsehenswürdigkeiten.
Höchste Erhebung ist der 1150 m hohe Baigangjian (百岗尖,  Bǎigàng jiān ). Es gibt mehrere benachbarte ähnlich hohe Gipfel und die benachbarten Berge Baigangjian, Yanhujian (雁湖尖,  Yànhú jiān), Lingyunjian (凌云尖,  Língyún jiān ) und Wuyanjian (乌岩尖,  Wūyán jiān) gelten als „die vier Yandang-Gipfel“ (雁荡四尖).
Das Gebirge ist vulkanischen Ursprungs und entstand aus einer großen Caldera in der Kreidezeit vor etwa 120 bis 100 Millionen Jahren. Die Vulkanaktivität resultierte infolge der Subduktion der früheren Izanagi-Platte unter die Eurasische Platte. Zurück blieb ein rhyolithisches Felsmassiv, das in den folgenden Jahrmillionen allmählich sekundär vor allem durch Erosionsprozesse umgestaltet wurde und schließlich seine heutige Form annahm. Diese ist äußerst vielseitig und hier finden sich Felsplateaus mit malerischem Ausblick, steile Felswände, tiefe Schluchten oder Felsspalten, spitze Felsnadeln, Höhlen, Felsbrücken, Wasserfälle usw. Die Vulkanaktivität hielt bis in die erdgeschichtlich neueste Zeit an. Innerhalb der letzten 20.000 Jahre ereigneten sich vier längere Aktivitäts-Perioden und mehrere Dutzend Ausbrüche.

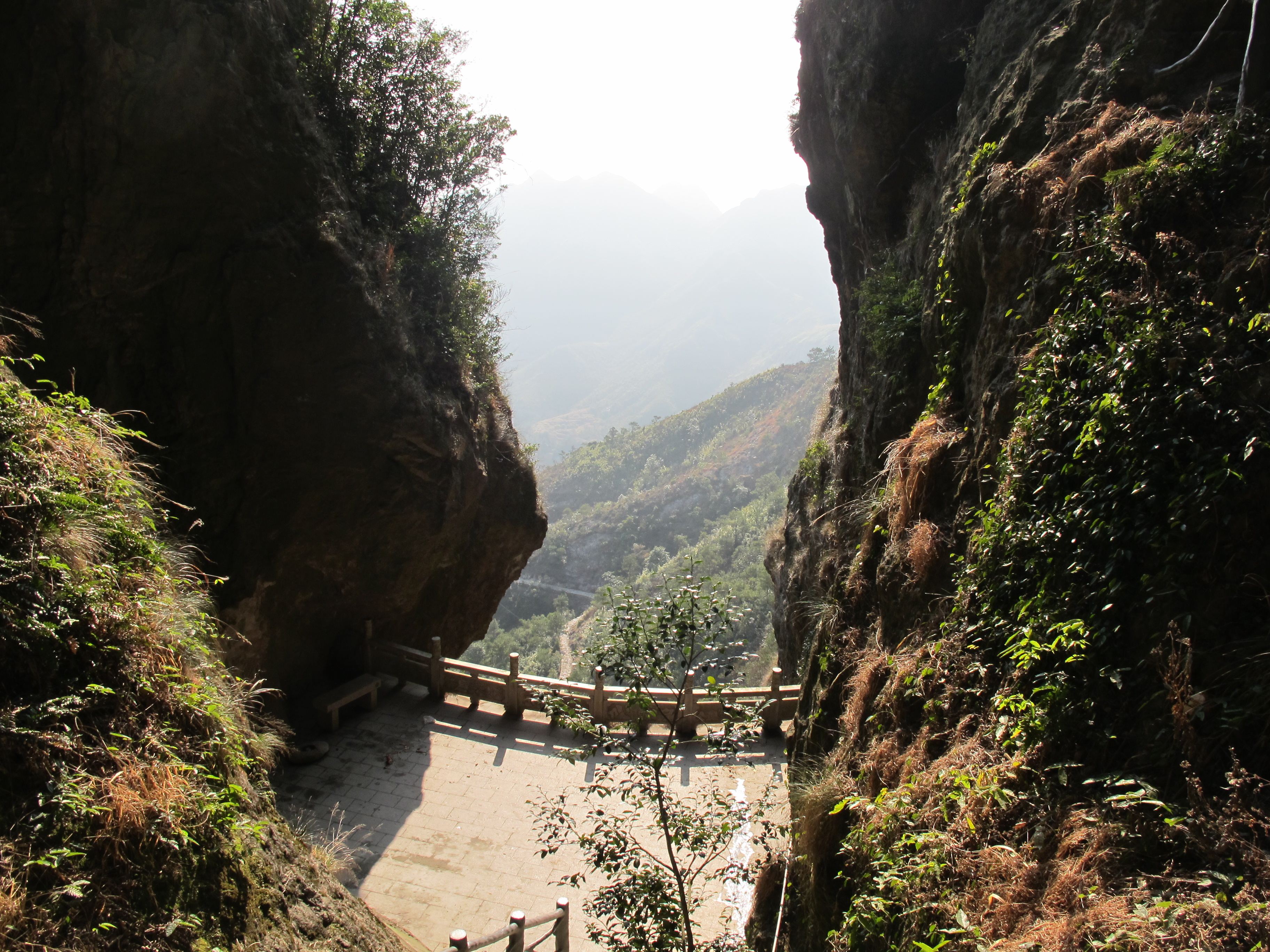
Aussicht im Yandangshan

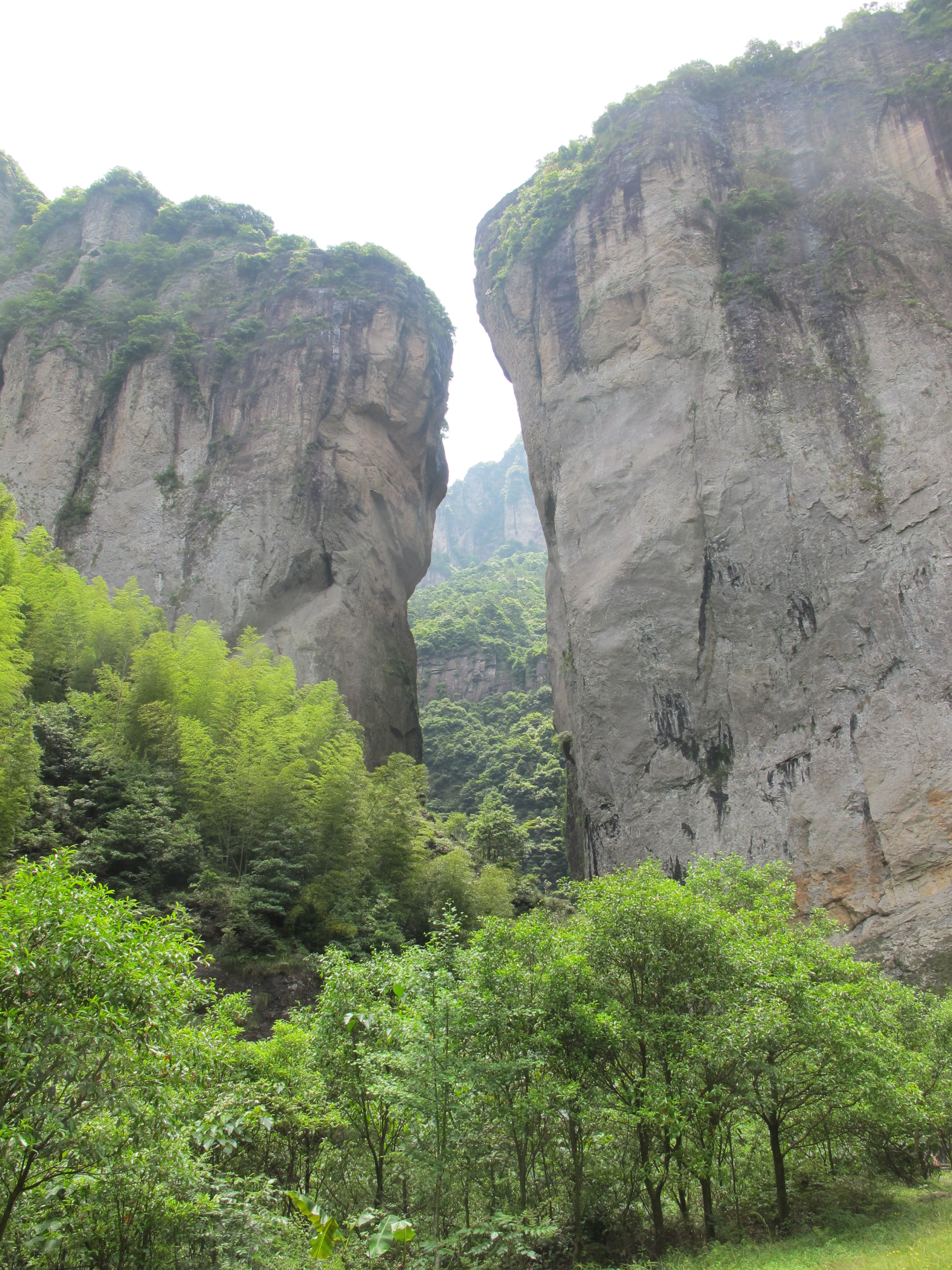
Xiansheng – das „Himmelstor“

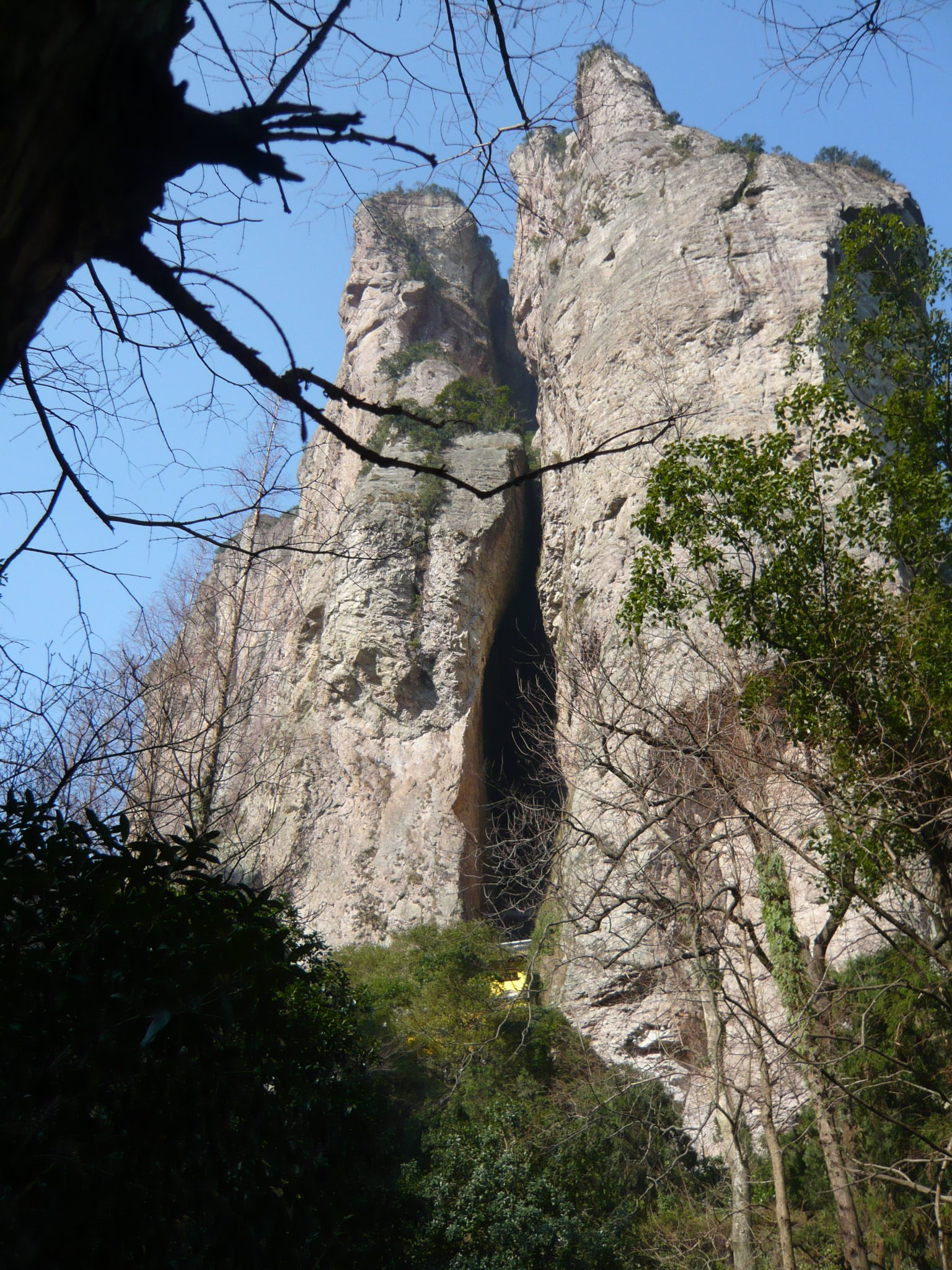
Lingfeng, die „Geisterspitze“

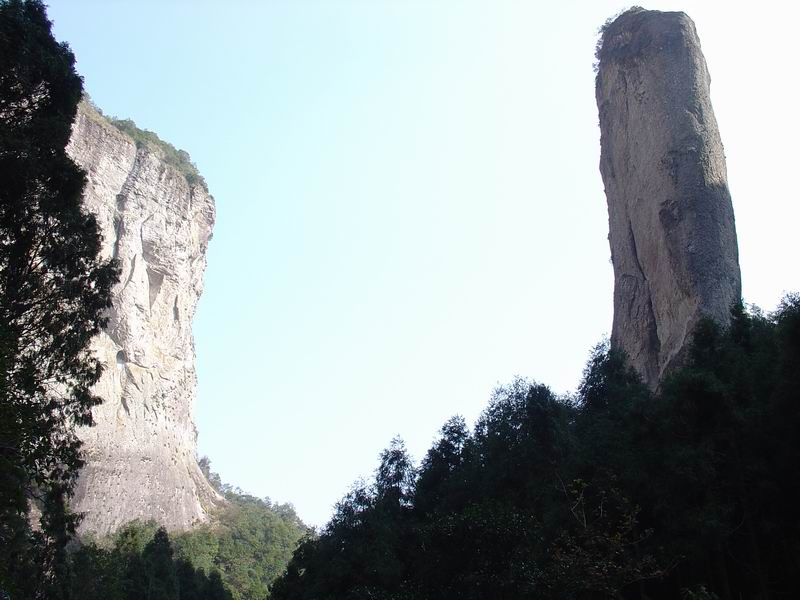
Lingyan – der „Geisterfelsen“

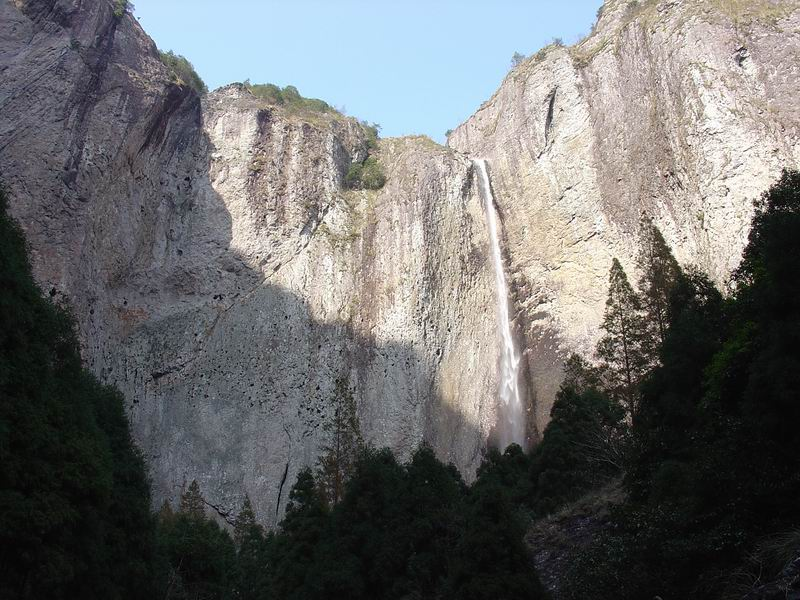
Dalongqiu – der „Große Drachen“-Wasserfall

## Klima und Flora
Klimatisch ist der Yandangshan durch ein gemäßigt subtropisch-ozeanisches Monsunklima gekennzeichnet. Die Jahresmitteltemperatur liegt bei 17,5 °C, der Jahresniederschlag bei über 1700 mm und die mittlere Luftfeuchtigkeit bei etwa 77 %. Im Yandangshan können im Wesentlichen drei verschiedene Vegetationslandschaften unterschieden werden: Wald, Gewässer und Feuchtgebiete, sowie das ozeanisch beeinflusste nichtbewaldete Land. Das Gebirge liegt in einer Übergangszone zwischen der südlichen und mittleren subtropischen Flora und weist eine hohe Artenvielfalt auf. Es wurden 1248 Arten von Samenpflanzen aus 160 Pflanzenfamilien beschrieben. Viele davon gelten als bestandsgefährdet, darunter Machilus minutiloba, Japanischer Kuchenbaum, Psilotum nudum, Semiliquidambar cathayensis, Wilde Sojabohne und Strobilanthes sarcorrhiza.  Einige Arten, wie Machilus minutiloba sind hier endemisch bzw. wurden erstmals anhand von Fundexemplaren als eigene Art identifiziert, beispielsweise Carex yandangshanica aus der Gattung der Seggen im Jahr 2005.

## Kulturelle Bedeutung
Die kulturelle Entdeckung des Yandangshan begann zur Zeit der Südlichen und Nördlichen Dynastien (420 bis 581). Seit den Zeiten der Tang-Dynastie (617/18 bis 907) und Song-Dynastie (960 bis 1279) hat die Ästhetik und Atmosphäre des Yandangshan Besucher inspiriert und beeindruckt. Die vielgestaltige Natur des Yandangshan weckte bei Besuchern eine Vielzahl von Assoziationen und Gefühlen. Sie erschien spirituell, schön, erhaben, geheimnisvoll, großartig, elegant, abgeschlossen und kaum zu erfassen. Gelehrte und Intellektuelle wie Xie Lingyun, Guanxiu, Shen Kuo, Xu Xiake, Kang Youwei, Pan Tianshou, Yu Dafu, Guo Moruo, Deng Tuo und Shu Ting setzten sich schriftstellerisch oder literarisch mit dem Yandangshan auseinander. Im Jahr 1074, dem 7. Regierungsjahr von Kaiser Song Shenzong, besuchte der Gelehrte Shen Kuo den Yandangshan und äußerte die Vermutung, dass die bizarre Felslandschaft durch die Wirkung der Erosion entstanden sei. Zur Zeit der nördlichen Song-Dynastie gab es hier die bekannten „18 alten Tempel“, sowie außerdem 16 Pavillons und 20 Höfe. Im Jahr 1632 bereiste der chinesische Geograph und Reiseschriftsteller Xu Xiake den Yandangshan und schrieb einen bekannten Reisebericht. Von ihm ist der Ausspruch überliefert, dass nur himmlische Wesen in der Lage wären, die Vielzahl der hier zu findenden Wunder zu erfassen.
In neuerer Zeit wurden im Gebiet des Yandangshan 21 Tempel, 6 daoistische Tempel, 11 Nonnenklöster, 3 Hallen, 10 Mönchsklöster, 22 Pavilions und andere religiöse Bauten gezählt.

## Tourismus
Der Yandangshan bietet mehr als 500 Aussichtspunkte und wird häufig in „8 Landschaften“ oder „8 Ansichten“ eingeteilt. Die berühmtesten davon sind der Lingfeng-Gipfel (靈峰 / 灵峰,  Língfēng – „Geisterspitze“), der Lingyan-Felsen (靈巖 / 灵岩,  Língyán – „Geisterfelsen“) und der Dalongqiu-Wasserfall (大龍湫 / 大龙湫,  Dàlóngqiū – „Großer-Drachen-Pfuhl“), der mit 192 Metern Fallhöhe der höchste Wasserfall Chinas ist. Diese drei sind als „die drei Perfektionen“ des Yandangshan (雁荡三绝,  Yàndàng sān jué) bekannt.

## Weltgeopark und Nominierung für das UNESCO-Welterbe
Am 11. Februar 2005 wurde ein 294,6 km² großes Gebiet um den Yandangshan durch die UNESCO als Weltgeopark ausgezeichnet. Am 29. November 2001 wurde der Yandangshan auch in die Tentativliste des UNESCO-Welterbes aufgenommen.